# Финляндия во Второй мировой войне

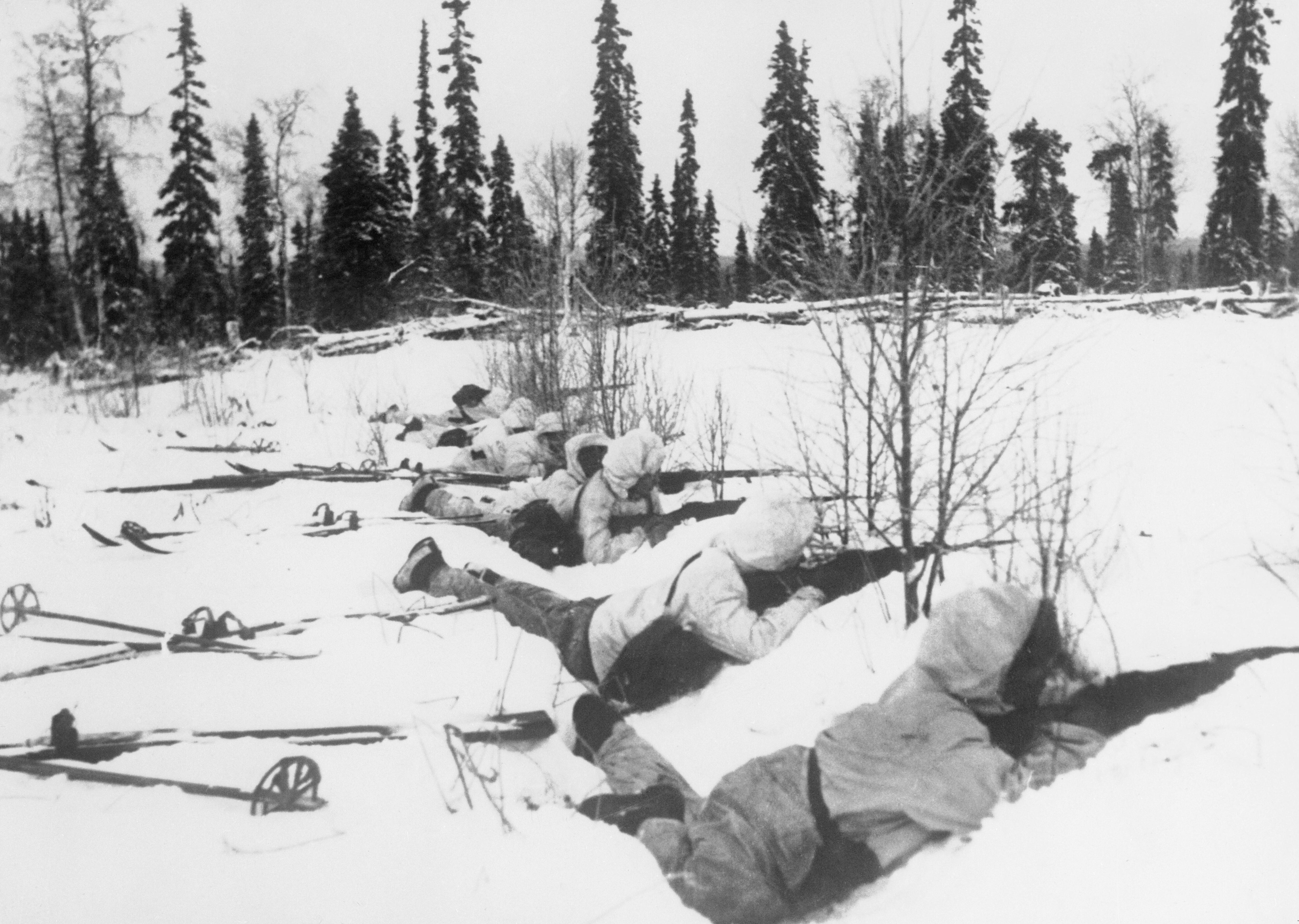
Финские лыжники в Северной Финляндии, январь 1940

Участие во Второй мировой войне — важнейшая составляющая истории Финляндии в XX веке. Юридически Финляндия участвовала в войне с 25 июня 1941 по 27 апреля 1945, хотя иногда утверждается, что Советско-финская война («Зимняя война») 1939—1940 годов также являлась частью Второй мировой войны. Большую часть времени Финляндия воевала на стороне германской коалиции стран Оси, пытаясь взять реванш и вернуть потерянные по итогам предыдущей Советско-финской войны земли, однако после поражения в войне против СССР, заключила перемирие и начала боевые действия против немецких войск, а в марте 1945 года — объявила войну нацистской Германии. Участие Финляндии в войне завершилось 27 апреля 1945, когда последние военные формирования Вермахта покинули страну.
Итоги участия для Финляндии оказались плохими: около 10 % территории страны окончательно отошли к СССР. Беженцами стали более 100 тысяч жителей Финляндии.

## Предыстория

### Республика Финляндия до 1939 года
Важно, что Финляндия до и после войны оставалась демократической парламентской республикой. Этот фактор повлияет на множество событий во время войны. В результате гражданской войны 1918 года в Финляндии победили белые. Они не хотели принимать новую советскую Россию. «В царское время я знал русский менталитет, но коммунистов не понимаю», — говорил Карл Маннергейм советскому послу. В межвоенное время в Финляндии были сильны ирредентистские настроения: националисты мечтали о создании «Великой Финляндии», в состав которой должны были войти советская часть Карелии и другие территории. Тем не менее воспоминания советских и финский дипломатов говорят о том, что в отношениях двух государств было продвижение.
Финская граница располагалась в 32 км от Ленинграда (часть финских ирредентистов даже поддерживала идею о захвате территорий вокруг Ленинграда и последующего его разрушения, что вызывало как минимум беспокойство СССР.
С 1936 года глава немецкой военной разведки В. Канарис, его помощники — начальник отдела абвер-I Ганс Пикенброк и начальник отдела абвер-III Франц Эккарт фон Бентивеньи неоднократно встречались на территории Финляндии и Германии с начальником финской разведки полковником Свенсоном и его преемником полковником Меландером, в ходе которой стороны обменивались военной информацией о СССР (в частности, о Ленинградском военном округе, Балтийском флоте). Ещё до начала Второй мировой войны обмен развединформацией о СССР и вооружённых силах СССР между Финляндией и Третьим рейхом имел регулярный характер:

Важным каналом получения шпионских сведений о СССР и его вооружённых силах был носивший регулярный характер обмен информацией с разведками союзных гитлеровской Германии стран — Японии, Италии, Финляндии, Венгрии, Румынии.— 
.
Рассекреченные архивные документы финских спецслужб подтверждают, что только в период с 1918 по 1939 год по заданию финских спецслужб в СССР было направлено 326 человек, многие из которых действовали годами, неоднократно перемещаясь через линию советско-финской границы.
20 июля 1939 года правительство Финляндии объявило, что отказывается от всякого сотрудничества с СССР в случае агрессии со стороны Германии против Финляндии и будет рассматривать любую помощь СССР как агрессию.

Слева: раздел сфер интересов в Восточной Европе по Секретному доп. протоколу. Справа: фактические изменения территорий к 1941 году.
Оранжевым цветом изображены территории, отходящие и отошедшие к СССР, голубым — территории, отошедшие к Германскому рейху, фиолетовым — территории, оккупированные Германией (Варшавское генерал-губернаторство, Норвегия и протекторат Богемия и Моравия)

24 августа 1939 между Германией и СССР был заключён Договор о ненападении между Германией и Советским Союзом. Согласно данным секретного протокола к пакту, Финляндия входила в сферу интересов СССР.
С 19 сентября 1939 года советскими пограничниками было отмечено усиление охраны границы против участка Карельского погранотряда (усиление наблюдения финской погранохраны за территорией СССР, снабжение финских погранпостов оружием и боеприпасами), прибытие в район Питкяранта и Салми до полка полевых войск и одной самокатной роты финской армии.
5 октября 1939 года руководство СССР начало с Финляндией переговоры об изменении границы. В обмен на передачу территории на Карельском перешейке СССР предложил вдвое большую территорию в Восточной Карелии, которая фактически не была заселена. Однако финны отказались заключать соглашение и в ноябре 1939 года переговоры были прерваны. Во время переговоров, немецкий посланник в Финляндии Блюхер от имени немецкого правительства потребовал от министра иностранных дел Финляндии Эркко не допустить соглашения с СССР.
26 ноября 1939 неподалёку от деревни Майнила произошёл артиллерийский обстрел. По финской версии, артобстрел произвели советские войска по своим же частям для создания образа провокации. По версии СССР, артобстрел произвели финны по советской территории. В своих мемуарах Хрущёв писал, что это была провокация руководства СССР под командованием Сталина. Споры об этом инциденте идут до сих пор. Финляндия предложила обеим сторонам отойти на 20 км от границы и урегулировать ситуацию, но Советский Союз воспринял это как агрессию. 28 ноября СССР денонсировал договор о ненападении с Финляндией. 30 ноября советские войска без объявления войны перешли границу с Финляндией на Карельском перешейке и в ряде других районов, и подвергли бомбардировке Хельсинки, что привело к 4-месячной «Зимней войне».
Из-за агрессии против Финляндии 14 декабря 1939 года СССР был исключён из Лиги Наций.

## Советско-финская война
«Зимняя война» в советской и российской историографии рассматривается преимущественно как отдельный двусторонний локальный конфликт, не являющийся частью Второй мировой войны, хотя существует и альтернативная точка зрения.
30 ноября 1939 советская авиация совершила налёт на Хельсинки, что вынудило Финляндию уйти в глухую оборону: против превосходивших по численности и вооружению советских войск финны не могли отправить в наступление свои силы. Советские сухопутные войска были разделены на четыре армейские группы, состоявшие из 16 дивизий, в то время как у финнов было всего 9 дивизий. Общая протяжённость советско-финской границы составляла 1287 километров, что усложняло задачу обороны в несколько раз для Финляндии. По стратегическим планам, РККА нужно было прорваться через Петсамо на севере и к Хельсинки на юге, дабы добиться капитуляции Финляндии.
Однако на стороне финнов было отличное знание местности, зимние погодные условия, а также хорошо обученные лыжные войска, которых у РККА не было. К тому же, советская разведка допустила массу ошибок и предоставила довольно много неверных данных и неточных карт, что и привело к потерям РККА. В СССР рассчитывали на быстрый разгром финских сил за счёт массового наступления по всем фронтам и ожидали помощи от финских коммунистов: в случае признания Финляндии новой советской республикой страну должен был возглавить Отто Куусинен, однако даже сами финские коммунисты не верили в подобный вариант развития событий.
Война делится, как правило, на три фазы: первоначальное советское наступление, короткая череда финских побед и основное наступление советских сил. Двумя основными фронтами Советско-финской войны были Карельский и Ладожский фронты. На первом фронте РККА планировала пройти через Карельский перешеек и захватить Выборг, а на втором фронте планировала обойти Ладожское озеро, раздробить финские силы и совершить марш-бросок в сторону. Однако к концу декабря советское наступление выдохлось: умелые финские контратаки вкупе с советской неготовностью к ведению боевых действий на финской территории привели к череде поражений РККА. К 27 декабря 1939 боевые действия фактически прекратились: советские войска застряли на Карельском перешейке на юге и близ Наутси — на севере (подкрепления помогли финнам удержать Петсамо).
Финские лыжные войска и снайперы не давали покоя частям РККА, постоянно проводя удачные атаки. Самым известным из финских снайперов стал Симо Хяйхя, уничтоживший свыше 500 советских солдат. Советское командование на втором этапе войны учло ошибки и занялось перевооружением частей РККА и отправкой танковых частей на фронт, а также созданием специализированных лыжных отрядов как противовес финским.
Третий этап начался 2 февраля 1940 и продолжался до 11 числа. Мощная артиллерийская подготовка РККА, которая была направлена на укрепления линии Маннергейма, а также тактика малых отрядов привели к тому, что финские войска стали поддаваться. Потребность в этом усилилась после того, как Выборг был взят РККА.
После прорыва «Линии Маннергейма», финские войска заведомо не могли сдержать РККА, и поэтому финны предпочли пойти на переговоры. Советская сторона таким образом, добившись выполнения своих предвоенных планов, охотно пошла им навстречу. В середине февраля Вячеслав Молотов направил предложение о мире в Финляндию, ставя однако более жёсткие условия, чем накануне войны. 28 февраля Молотов объявил ультиматум Финляндии: в течение 48 часов финны должны были принять условия мира, отказ или игнорирование был равнозначен продолжению войны и появлению угрозы захвата Хельсинки.
13 марта 1940 финны подписали Московский мирный договор, согласно которому к СССР отходили Карельский перешеек с Выборгом и часть Восточной Карелии. В аренду на 30 лет сдавался полуостров Ханко.

#### Иностранная военная помощь Финляндии
После начала советско-финской войны Финляндия начала получать военную помощь со стороны иностранных государств. В Финляндию прибыло 12 тыс. иностранных добровольцев, в том числе 8 тыс. из Швеции («Шведский добровольческий корпус»).
Великобритания поставила в Финляндию 75 самолётов (24 бомбардировщика «бленхейм», один из которых разбился при перегоне в Финляндию и ещё один был повреждён; 30 истребителей «гладиатор»; 11 истребителей «харрикейн» и 11 разведчиков «лисандер»), 114 полевых орудий, 200 противотанковых орудий, 124 единицы автоматического стрелкового оружия, 185 тыс. артиллерийских снарядов, 17 700 авиабомб, 10 тыс. противотанковых мин и 70 13,9-мм противотанковых ружей Бойса образца 1937 года.
Франция приняла решение поставить Финляндии 179 самолётов (безвозмездно передать 49 истребителей и продать ещё 130 самолётов различных типов), однако фактически в период войны были безвозмездно переданы 30 истребителей «M.S.406C1» и ещё шесть Caudron C.714 прибыли уже после окончания боевых действий. Также Финляндии были переданы 160 полевых орудий, 500 пулемётов, 795 тыс. артиллерийских снарядов, 200 тыс. ручных гранат, 20 млн патронов, 400 морских мин и несколько тысяч комплектов амуниции. Также, Франция стала первой страной, официально разрешившей запись добровольцев для участия в финской войне.
Швеция поставила в Финляндию 29 самолётов (три истребителя J-6A, два «Bristol Bulldog Mk.II», три Fokker C.V-D, два FK-52 и др.), 112 полевых орудий, 85 противотанковых орудий, 104 зенитных орудия, 500 единиц автоматического стрелкового оружия, 80 тыс. винтовок, 30 тыс. артиллерийских снарядов, 50 млн патронов, а также иное военное снаряжение и сырьевые материалы. Кроме того, правительство Швеции разрешило проведение в стране кампании «Дело Финляндии — наше дело» по сбору пожертвований для Финляндии, а Государственный банк Швеции предоставил Финляндии кредит.
Кроме того, Швеция предоставляла Финляндии информацию разведывательного характера, в том числе в виде дешифровки советских радиограмм. На протяжении войны Арне Бёрлинг, Аке Лундквист, Госта Воллбек, Олле Сидоу и другие шведские криптоаналитики занимались дешифровкой радиообмена Северного флота, Балтийского флота и ВВС СССР. Шведские специалисты сумели вскрыть четырёхзначный и пятизначный коды Балтфлота и код ВВС, что повысило эффективность финской ПВО и стало одной из причин увеличения потерь советских ВВС.
Правительство Дании продало Финляндии около 30 шт. 20-мм противотанковых орудий и снаряды к ним (при этом, чтобы избежать обвинений в нарушении нейтралитета, заказ был назван «шведским»); отправило в Финляндию санитарную автоколонну и квалифицированных рабочих, а также разрешило проведение кампании по сбору денежных средств для Финляндии.
Италия направила в Финляндию 35 истребителей Fiat G.50, но пять машин были разбиты при их перегоне и освоении личным составом, 1500 пистолетов Beretta обр. 1915 года и 60 пистолетов Beretta M1934.
Южно-Африканский Союз безвозмездно передал Финляндии 22 истребителя Gloster Gauntlet II.
Финляндия не смогла получить поддержки ни у Швеции, ни у Великобритании, с которыми заключались договоры о взаимопомощи.
Из Швеции была поставлена партия 105-мм орудий m/34.
Представитель правительства США выступил с заявлением, что вступление американских граждан в финскую армию не противоречит закону о нейтралитете США, в Хельсинки была направлена группа американских лётчиков, а в январе 1940 года конгресс США одобрил продажу Финляндии 10 тыс. винтовок. Также, США продали Финляндии 44 истребителя Brewster F2A Buffalo, но они прибыли слишком поздно и не успели принять участие в боевых действиях.
Бельгия поставила Финляндии 171 пистолет-пулемёт MP.28-II, а в феврале 1940 года — 56 пистолетов «парабеллум» P-08.
Министр иностранных дел Италии Г. Чиано в своём дневнике упоминает о помощи Финляндии со стороны Третьего Рейха: в декабре 1939 года финский посланник в Италии сообщил, что Германия «неофициально» отправила в Финляндию партию трофейного вооружения, захваченного в ходе польской кампании. Кроме того, 21 декабря 1939 года Германия заключила договор со Швецией, в котором обещала поставить в Швецию такое же количество оружия, сколько она передаст Финляндии из собственных запасов. Договор стал причиной увеличения объёмов военной помощи Швеции для Финляндии.

## Между Советско-финской и Великой Отечественной войнами

### Территориальные претензии Финляндии к СССР
Начиная переговоры о войне на стороне Гитлера, финны надеялись не только вернуть утраченные по Московскому мирному договору 12 марта 1940 года территории, но и расширить владения, прежде всего за счёт Карелии. Финский посол в Германии Тойво Кивимяки предложил президенту Рюти подготовить научное обоснование такого приобретения, что и сделал через месяц профессор Ялмари Яаккола, представивший памятку «Восточный вопрос Финляндии». Одновременно маршалу Маннергейму было предписано составить предложения о начертании будущей восточной границы. Среди пяти представленных вариантов самым радикальным был тот, по которому Онежское озеро становилось внутренним водоёмом Финляндии, а Свирь — финской рекой.

### Союз с Третьим Рейхом
На территории Финляндии продолжало действовать созданное в середине 1939 года представительство абвера — KO «Финляндия» («Kriegsorganisation Finnland»), которым руководил кадровый сотрудник абвера, фрегаттен-капитан Александр Целлариус (он же «Келлер»), с которым сотрудничали проживавшие в Финляндии белоэмигранты (бывший генерал С. Ц. Добровольский и бывшие офицеры царской армии Пушкарёв, Алексеев, Соколов, Батуев), прибалтийские немцы-фольксдойче Майснер и Мандорф, эстонские националисты[нужна атрибуция мнения] (Веллер, Кург, Хорн и Кристьян). Также проводилась авиаразведка территории СССР. Только в период с 12 марта 1940 до 16 октября 1940 года пограничными войсками СССР было зафиксировано пять самолётов, совершивших вторжение в воздушное пространство СССР из воздушного пространства Финляндии, причём маршрут их полётов свидетельствовал о том, что эти полёты выполняли с разведывательными целями.
После мирного договора, подписанного 12 марта 1940 года, с 13 марта 1940 года в Финляндии усилились антисоветские, прогерманские и реваншистские настроения.
Вопреки условиям договора, правительство Финляндии не провело демобилизацию своей армии.
После разгрома англо-французских войск в районе Дюнкерка и капитуляции Франции руководство Финляндии взяло ориентацию на сотрудничество с Третьим рейхом.
29 июня 1940 было подписано немецко-финское торговое соглашение, в соответствии с которым Германия принимала на себя обязательства закупать продукцию деревообрабатывающей промышленности Финляндии, а Финляндия снимала все ограничения на ввоз немецких товаров в Финляндию.

#### Военные переговоры
«22 августа 1940 года Рёссинг (военный атташе в Финляндии) доложил о состоянии финской сухопутной армии, насчитывающей 16 дивизий. Перемена отношения фюрера к Финляндии. Помощь Финляндии вооружением и боеприпасами. Переговоры о разрешении прохода двум горным дивизиям по приморской дороге в Киркенес», — записал в дневнике начальник штаба сухопутных войск Германии Франц Гальдер.
Соглашение, о котором упомянул Гальдер, было подписано 12 сентября 1940 года в Хельсинки. Оно предусматривало транзит немецких войск и военных грузов через финские порты Вааса и Оулу и далее — через Рованиеми в норвежский порт Киркенес.
21 сентября первые немецкие транспорты начали разгрузку в порту Вааса. 22 сентября 1940 года в Берлине состоялся обмен нотами по соглашению о военном транзите.
В сентябре 1940 года было разгромлено Общество мира и дружбы с СССР, его активисты были репрессированы. В то же время осенью 1940 года была создана «Национал-социалистическая рабочая организация».
11 октября 1940 года было подписано соглашение СССР и Финляндии об Аландских островах, в соответствии с которым Финляндия обязалась демилитаризовать Аландские острова, не укреплять их и не предоставлять их для вооружённых сил других государств.
16 декабря 1940 года состоялись переговоры прибывшего в Берлин финского генерал-майора Пааво Талвелы и военного атташе Финляндии в Германии полковник Вальтера Хорна с Гальдером, о которых тот записал: «Я просил дать сведения о сроках приведения финской армии в состояние скрытой боевой готовности для наступления в юго-восточном направлении», — то есть по обе стороны Ладожского озера в общем направлении на Ленинград.
В Хельсинки прибыл начальник штаба немецких войск в Норвегии полковник Бушенгаген, он участвовал в согласовании конкретных мероприятий немецко-финского сотрудничества в будущей войне против СССР.
В утверждённом 18 декабря 1940 года тексте директивы № 21 «Барбаросса» разработчики учитывали «активное содействие Финляндии» в войне против СССР — «Финляндия будет прикрывать сосредоточение германской Северной группы, прибывающей из Норвегии и действовать совместно с ней».
30 января 1941 года в Берлин тайно прибыл начальник финского генерального штаба генерал-лейтенант Эрик Хейнрикс, который прочёл немецким офицерам лекции о ведении боевых действий против РККА (на основе опыта советско-финской войны 1939—1940) и провёл переговоры с Гальдером, после которых начальник германского генштаба уже конкретизирует планы: "Для доведения войск на границе до штатов военного времени [после объявления мобилизации] потребуется девять дней. Скрытая мобилизация. Однако её нельзя сделать совершенно незаметной. Направление главного удара — по обе стороны Ладожского озера. Пять дивизий — южнее и три дивизии — севернее Ладожского озера. Визит завершился торжественным ужином в финском представительстве, который «прошёл под знаком дружбы и традиционного германо-финляндского братства по оружию». По завершении этого визита финский посланник Тойво Кивимяки от имени президента Рюти официально сообщил министру иностранных дел Германии Й. Риббентропу, что Финляндия полностью становится на сторону Германии.

#### Скрытая мобилизация
В начале 1941 года с разрешения правительства Финляндии в Хельсинки был открыт пункт вербовки финских добровольцев в войска СС, к началу мая 1941 года записались добровольцами и выехали в рейх 1085 человек (в том числе, 125 офицеров и 109 унтер-офицеров финской армии). 429 человек, уже имевших боевой опыт, зачислили в дивизию СС «Викинг», а остальных отправили в Вену. В общей сложности, в подразделениях и войсках СС во время Второй мировой войны служило 4 тыс. финнов.
24 января 1941 года финский сейм принял новый закон о воинской повинности, увеличивавший срок службы в регулярных войсках с одного года до двух лет. Закон действовал до конца 1945 года и имел обратную силу по отношению к лицам, уже находившимся на военной службе. Призывной возраст был снижен с 21 года до 20 лет, так что в 1940—1941 годах на действительной службе одновременно находились мужчины трёх призывных возрастов. Из «сверхнормативного» контингента призывников были сформированы дополнительные подразделения.
В 1941 году на восточной границе началось строительство оборонительной линии «Salpa», которое продолжалось до начала войны против СССР.
30 марта после совещания у Гитлера Гальдер зафиксировал: «Финны будут храбро сражаться, но их мало, и они ещё не оправились от поражения».

#### Согласование планов и приготовления
В мае 1941 года при поддержке абвера в Хельсинки был создан «эстонский комитет освобождения», который возглавил Х. Мяэ; комитет начал вербовку эстонских эмигрантов и их военное обучение для участия в войне против СССР. В частности, весной 1941 года на территории Финляндии началась подготовка диверсионной группы «Erna» из эстонских эмигрантов. К началу Великой Отечественной войны было подготовлено 85 человек (1 командир, 14 радистов и 70 диверсантов). После начала военных действий все они были переброшены на территорию Эстонской ССР.
24 мая 1941 года в Зальцбург прибыла делегация офицеров финской армии, которые провели переговоры с представителями немецкого военного командования о совместных действиях по плану «Барбаросса». В неё входили начальник Генштаба генерал Эрик Хейнрикс, начальник оперативного отдела полковник Кустаа Тапола в сопровождении ещё трёх офицеров. Немецкую сторону представляли фельдмаршал Вильгельм Кейтель, генералы Альфред Йодль и Франц Гальдер. 25—28 мая были окончательно согласованы планы совместных операций, сроки мобилизации и начала наступления, которое было намечено через 14 дней после начала немецкого вторжения.
Наступление поручалось двум оперативным немецко-финским группировкам. Первая, в составе трёх отдельно действующих групп, должна была двигаться на Мурманск, Кандалакшу, Лоухи (операция «Полярная лиса»), вторая, силами финской Карельской армии и немецкой 163-й пехотной дивизии, — на Петрозаводск, а силами финской Юго-Восточной армии во взаимодействии с 18-й немецкой армией, — на Ленинград. Также предусматривался захват финнами полуострова Ханко.
Также в конце мая — начале июня 1941 года состоялась серия встреч военно-морского руководства Германии и Финляндии, на которых были решены все вопросы совместной германско-финской операции по минному блокированию советского ВМФ в Финском заливе (начала скрытно проводиться с 17 июня, в полном объёме — с наступлением темноты в ночь с 21 на 22 июня), создан единый штаб связи, определены германские поставки финскому флоту и другие вопросы.
1 июня 1941 года в Вене из выехавших в Германию финских добровольцев был создан добровольческий батальон СС «Нордост» (с 13 сентября 1941 года получивший новое наименование — финский добровольческий батальон войск СС).
4-6 июня 1941 года в Хельсинки состоялись переговоры, в результате которых немецкая и финская стороны заключили устное соглашение. В соответствии с этим соглашением, с 7 июня 1941 года Германия начала перевозку своих войск на север Финляндии, в район города Рованиеми.
15 июня 1941 года все финские войска севернее линии Оулу — Оулуярви — Мийноа были подчинены немецкому командованию.
16 июня 1941 года отдел по делам военнопленных при общем управлении OKW издал приказ № 3712/41 о сегрегации советских военнопленных, который предусматривал создание более гуманных условий для военнопленных РККА «дружественных национальностей» (немцев-«фольксдойче», финнов, румын, поляков, латышей, литовцев и эстонцев) с целью привлечения к сотрудничеству в последующее время.
17 июня 1941 года Финляндия вышла из Лиги наций, а 18 июня приступила к всеобщей мобилизации. В тот же день немецкие войска стали занимать позиции для наступления у советской границы с Финляндией. После совещания в Генштабе финской армии начальников оперативных отделений штабов корпусов 19 июня генерал-майор Талвела записал в дневнике: «Предварительный приказ о наступлении получен».
20 июня 1941 года рейхсминистр по делам восточных территорий А. Розенберг объявил перечень государственных образований, которые руководство Третьего рейха планировало создать на территории СССР. В перечне государств была названа «Великая Финляндия».

#### Поставки странам Оси
Финляндия продавала и поставляла оружие странам «оси»:
- В частности, Германии было поставлено 3042 штук пистолетов-пулемётов «Suomi», которые поступали на вооружение подразделений вермахта и Waffen-SS; Хорватии было продано 500 шт. пистолетов-пулемётов «Suomi»[66];
- В Финляндии была построена часть кораблей и катеров, с 1942 года действовавших против СССР на Ладожском озере[67];
- Кроме того, вплоть до выхода Финляндии из войны в 1944 году, Финляндия поставляла Германии важнейшее стратегическое сырьё (никелевый концентрат, молибден и др.)[68].

## Ход боевых действий против СССР

### Расстановка сил

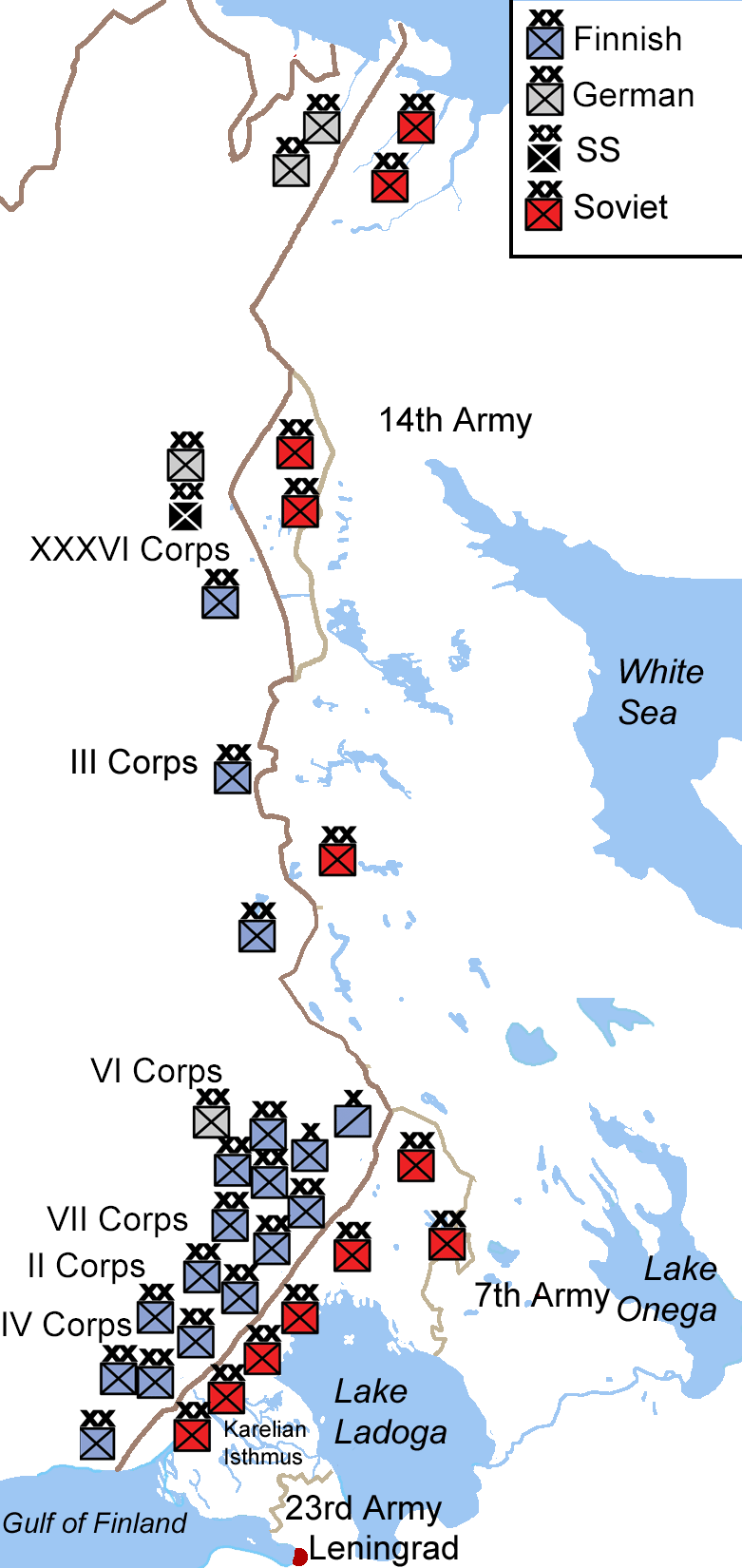
Советские, финские и немецкие части в июне 1941

По состоянию на 22 июня 1941 года для войны против СССР на территории Финляндии была развёрнута группировка немецко-финских войск общей численностью 407,5 тыс. человек (эквивалент 21,5 дивизий, из них 17,5 финских дивизий и 4 немецких дивизии). Это не было секретом для советской стороны: за первую половину 1941 г. финская пограничная охрана зарегистрировала 85 пролётов советских самолётов над своей территорией, из которых 13 — в мае и 8 — с 1 по 21 июня. Особенно часто краснозвёздные машины появлялись со стороны полуострова Ханко. 
22 июня 1941 года Германия и её союзники атаковали СССР. Началась Великая Отечественная война. В 7 часов 15 минут утра 22 июня 1941 года нарком обороны СССР отправил директиву вооружённым силам, в которой содержалось указание не предпринимать действий в отношении Финляндии: «в отношении Финляндии и Румынии до особых указаний налётов не делать».

### Использование аэродромов как casus belli
Начиная с 22 июня 1941 года бомбардировщики немецкого люфтваффе начали использовать финские аэродромы. Первые 43 немецких самолёта совершили вторжение в воздушное пространство СССР из воздушного пространства Финляндии около 4 часов 22 июня 1941 года над Карельским перешейком. В этот же день с двух немецких гидросамолётов Heinkel He 115, вылетевших с Оулуярви, недалеко от шлюзов Беломорско-Балтийского канала было высажено 16 финских диверсантов, попытавшихся взорвать их, но потерпевших неудачу из-за усиленной охраны.
22-23 июня 1941 самолёты из воздушного пространства Финляндии пересекали границу СССР и вели активную авиаразведку Карелии.
23 и 24 июня финны зарегистрировали у себя пролёты сразу нескольких советских самолётов. В полдень 24 числа два МБР-2 из 15-го МРАП ВВС КБФ совершили посадку недалеко от Форта Глосхолмена (фин. Glosholmin majakka) в Финском заливе. Одну летающую лодку финнам удалось захватить. Экипаж рассказал, что взлетел с Онежского озера и направлялся в Гогланд (Hogland), но пошёл на вынужденную посадку из-за проблем с двигателем.
25 июня 1941 года самолёты Северного флота и Балтийского флота произвели массированную воздушную атаку с нанесением бомбовых ударов по 19 аэродромам на территории Финляндии, на которых находились немецкие и финские самолёты (всего советской авиацией было произведено 250 самолёто-вылетов). На 25 июня была назначена сессия финского парламента, на которой, согласно мемуарам Маннергейма, премьер-министр Рангелл должен был сделать заявление о нейтралитете Финляндии в советско-германском конфликте, но советские бомбардировки дали повод ему заявить, что Финляндия вновь находится в состоянии оборонительной войны с СССР. Однако войскам было запрещено переходить границу до 00:00 29 июня 1941 года.
В этот же день, 25 июня 1941 года Швеция согласилась пропускать немецкие войска с территории Норвегии через территорию Швеции на территорию Финляндии. В дальнейшем из Швеции в Финляндию начали прибывать добровольцы, из которых был сформирован шведский добровольческий батальон, который принимал участие в войне против СССР.
26 июня 1941 года президент Финляндии Р. Рюти объявил о том, что Финляндия «находится в состоянии войны с СССР».

### Наступление на Мурманск и Карелию

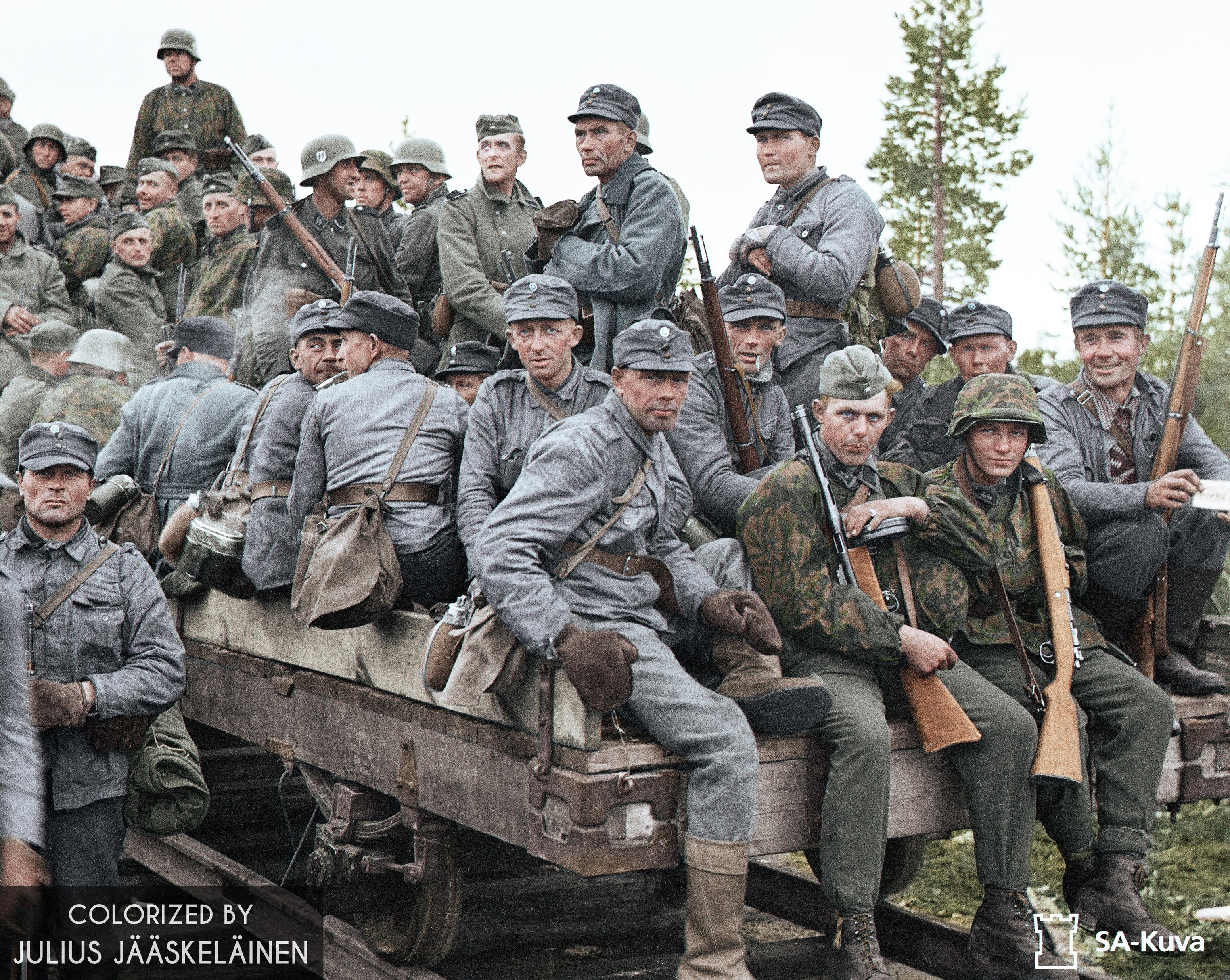
Финские и немецкие солдаты в Карелии, 22 августа 1941 года

28 июня 1941 года немецко-финские войска перешли в наступление на Мурманском направлении, начались боевые действия в Заполярье. Кроме того, с целью ведения пропаганды на население СССР начала работу радиостанция в Хельсинки.
В ночь на 1 июля 1941 года финская армия начала наступление с целью выхода к Ладожскому озеру.
10 июля 1941 года главнокомандующий финской армией Маннергейм публично поклялся, что «не вложит меч в ножны» и не прекратит войны, пока финские войска не освободят Беломорскую и Олонецкую Карелию.
В этот же день, 10 июля 1941 года немецко-финская Карельская армия начала наступление по двум расходящимся направлениям — на Олонец и Петрозаводск. Оказать помощь 7-й армии генерал-лейтенанта Ф. Д. Гореленко советское командование возможности не имело в связи со сложной обстановкой на других фронтах.
В конце сентября 1941 года финские войска окружили и 2 октября 1941 года — захватили Петрозаводск.
На оккупированной территории Карело-Финской ССР был установлен оккупационный режим и введено военное управление:
- начало действовать Военное управление Восточной Карелии, которое регламентировало жизнь населения, выполнение политических, административно-хозяйственных, военных и иных мероприятий. Командующим Военным управлением Восточной Карелии был назначен полковник В. А. Коотилайнен[80];
- были созданы: административный аппарат, полиция и военные гарнизоны для охраны коммуникаций[80];
- была проведена перепись населения старше 15 лет и изъяты советские паспорта, вместо которых выдавали удостоверения личности. При этом, финны проводили дискриминацию и сегрегацию гражданского населения оккупированных территорий СССР по национальному признаку (финнам, а также приравненным к ним карелам и эстонцам выдавали удостоверения зелёного цвета, обладатели которых были менее ограничены в правах, чем русские и представители всех остальных национальностей, которые получали удостоверения красного цвета)[80];
- советских военнослужащих (включая бежавших военнопленных и «окруженцев») и целый ряд категорий населения (все советские государственные служащие, занимавшие руководящие посты; все руководители предприятий; все члены коммунистической партии; активисты комсомола; редакторы газет и сотрудники НКВД и милиции) были приравнены к военнопленным и немедленно после обнаружения должны были быть направлены в концентрационный лагерь[80];
- были введены комендантский час и ограничения на перемещения для гражданского населения[80].

В Карелии началась партизанская война.

### Наступление на Ленинград и блокирование города
Летом 1941 года финская армия, воспользовавшись удачным моментом отвлечения основных сил РККА, вернула территории потерянные в Советско-финской войне и продолжила наступление, добравшись до Онежского озера и блокировав Ленинград с севера.
Великобритания, 12 июля 1941 года подписавшая с СССР Московское соглашение о совместных военных действиях против Германии, 30—31 июля 1941 года (на тот момент, без объявления войны Финляндии) нанесла авиаудар по немецко-финским силам в Петсамо и Киркенесе. Британской морской авиацией были потоплены два, и повреждено одно судно торгового флота, потери британской авиации от истребителей и огня ПВО составили 16 самолётов.

#### Противодействие на Ладожском озере
После выхода финских войск к побережью Ладожского озера, в этом районе началось создание финских военно-морских сил. 2 августа 1941 года командный пункт финской флотилии был развёрнут в Ляскеля. Только в период до 6 августа 1941 года финны сухопутным способом переправили на Ладожское озеро 4 самоходные баржи, два буксира (которые в дальнейшем переоборудовали в минные заградители) и около 150 моторных катеров, а на побережье установили батареи 88-мм и 100-мм дальнобойных орудий. 10 августа 1941 года финны захватили город и порт Лахденпохья. 15 августа 1941 года финны захватили город и порт Сортавала, в который перебазировался штаб финской флотилии (в Лахденпохья осталась маневренная военно-морская база). В дальнейшем, финны вели боевые действия против Ладожской военной флотилии.
Финны участвовали в боевых действиях против Северного флота, блокаде Ленинграда и обстрелах «Дороги жизни».
С целью сорвать навигацию по Ладожскому озеру в 1942 году немецкое военное командование создало собственные военно-морские силы на Ладожском озере: «Оперативный штаб „Форе-Ост“», в распоряжении которого поступили немецкая «флотилия катеров „КМ“» (шесть немецких минных заградителей, а также катера финской постройки) и немецкая «флотилия штурмовых десантных барж» (первые пятнадцать 144-тонных штурмовых десантных барж Зибеля были переброшены на Ладогу из Хельсинки 15 июля 1942 года, в первый поход флотилия вышла 9 октября 1942 года). Италия направила на Ладожское озеро 12-й отряд малых торпедных катеров MAS, они прибыли 22 июня 1942 года.
После поражения немцев под Москвой финны перешли к обороне. Это привело к стабилизации фронта вплоть до 1944 года.

#### Сортировка военнопленных
В соответствии с приказом генерал-квартирмейстера вермахта Э. Вагнера от 25 июля 1941 года советские военнопленные — финны по национальности были объявлены представителями «дружественной национальности» (также, как военнослужащие РККА — немцы Поволжья) и освобождались из плена; в дальнейшем было выпущено распоряжение OKW от 14 октября 1941 года, в соответствии с которым советские военнопленные — финны по национальности подлежали освобождению после сортировки военнопленных и проверки (также, как советские военнопленные — немцы по национальности, признавшие себя «фольксдойче»). Официальные документы ОКХ подтверждают, что немцы действительно освобождали военнопленных-финнов (также, как немцев и румын).

### Финны на других фронтах
Помимо Карелии, финны принимали участие в боевых действиях на иных участках Восточного фронта:
- В сентябре 1941 года на оккупированной территории Эстонии был создан 187-й финский охранный отряд (187 Sicherungsgruppe), который поступил в оперативное подчинение немецкой 18-й армии и использовался для охраны объектов, патрулирования местности и борьбы с советскими партизанами в тылах 18-й армии вермахта. Подразделение комплектовалось на добровольной основе, личный состав подписывал контракт на несение службы в течение 12 месяцев[87];
- В ноябре—декабре 1941 некоторое количество финнов находилось во Львове[88][89];
- В январе 1942 года финский добровольческий батальон войск СС был отправлен на восточный фронт, он участвовал в боевых действиях против СССР в составе войск группы армий «Юг». Первые бои батальон вёл на участке фронта у реки Миус. В общей сложности, в период с создания до расформирования батальона в нём служило 1500 финских добровольцев, из которых 222 было убито и 557 ранено в войне против СССР[56];
- В феврале 1942 года две роты финнов входили в состав немецкого гарнизона города Дорогобуж[90][91].

### Политическая обстановка
8 ноября 1941 года И. В. Сталин в письме премьер-министру Великобритании прямо поставил вопрос, на каком основании Великобритания, как страна-союзник СССР, не объявляет войну Финляндии.
25 ноября 1941 года Финляндия присоединилась к «Антикоминтерновскому пакту».
29 ноября 1941 года Черчилль направил личное письмо маршалу Маннергейму, в котором «с сожалением» сообщал, что «через несколько дней мы будем вынуждены объявить войну Финляндии».
2 декабря 1941 года Маннергейм отправил письмо Черчиллю, в котором сообщил, что Финляндия не будет отводить войска к границам 1939 года.
6 декабря 1941 года Великобритания объявила войну Финляндии.
7 декабря 1941 года Канада, Австралия и Новая Зеландия объявили войну Финляндии.
9 декабря 1941 года Южно-Африканский союз объявил войну Финляндии/
6 января 1942 года Египет разорвал дипломатические отношения с Финляндией.

### Контрнаступление РККА

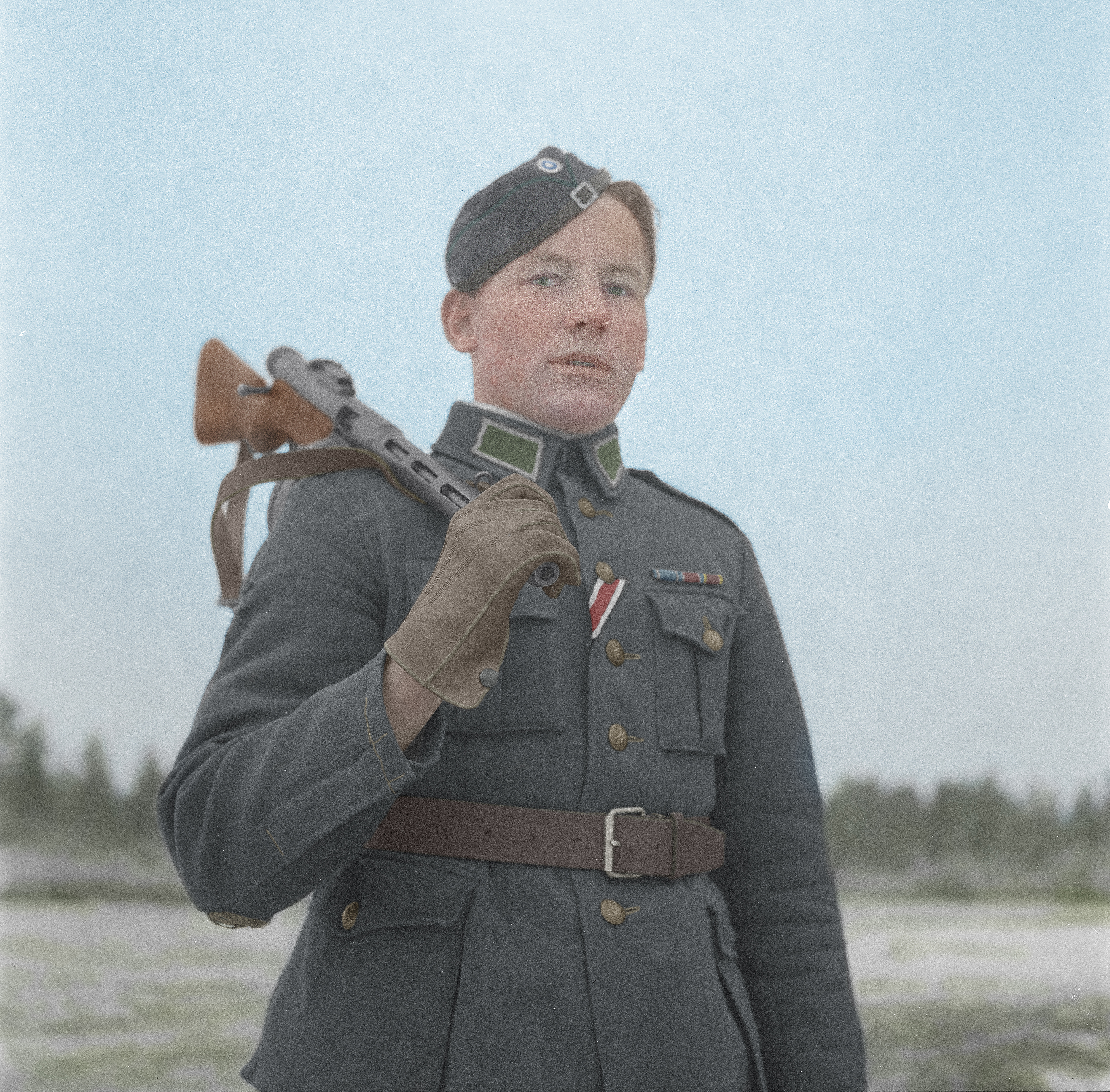
Солдат финской армии, 1943 г.

3 января 1942 года началась Медвежьегорская наступательная операция советских войск, которая продолжалась до 10 января 1942 года.
14 января 1942 года немецкие войска в Финляндии были объединены в армию «Лапландия».
24 апреля 1942 года советские войска начали наступательную операцию в районе Кестеньги, которая продолжалась до 11 мая 1942 года. Две советские наступательные операции не привели к успеху, но истощили резервы противника и заставили его отказаться от собственных наступательных операций.
22 июня 1942 года на основе немецкой армии «Лапландия» в Финляндии была создана 20-я горная армия, при которой начала действовать «Абвергруппа-214».
В течение 1942 года Финляндия продолжала получать товары военного назначения и сырьё из стран западного полушария через Швецию, поскольку Великобритания при осуществлении морской блокады Германии и стран-союзников Германии пропускала грузы в Швецию. По неполным данным, только в течение 1942 года помимо 6,2 тыс. тонн хлопка из Бразилии, 426 тонн каучука из Аргентины и Бразилии, 450 тонн меди и асбеста из Канады, из различных стран западного полушария Финляндией были получены 400 тонн вольфрама, марганец, высококачественный бензин, 16 тыс. мешков кофе, сахар, табак и шерсть.
Победа советских войск под Сталинградом привела к изменениям в настроениях в правящих кругах Финляндии. 3 февраля 1943 года в финской ставке было проведено экстренное совещание по вопросу о событиях на советско-германском фронте. Все участники совещания единогласно пришли к выводу, что война достигла поворотного пункта и Финляндии следует задуматься о выходе из войны. С этого времени финская сторона всё чаще начинает заявлять о «сепаратном» характере войны против СССР.
Прорыв блокады Ленинграда в январе 1943 года заставил военное командование Финляндии отказаться от участия в наступлении на Мурманскую железную дорогу (хотя ранее Маннергейм неоднократно обещал Гитлеру, что Финляндия перейдёт в наступление «немедленно после падения Ленинграда»).
В феврале 1943 года на территории Финляндии, в 9 км от города Рованиеми была открыта разведшкола абвера, которая находилась в подчинении «абвергруппы-214» и вплоть до расформирования в конце 1943 года занималась подготовкой разведчиков и диверсантов для немецкой военной разведки.
В 1943—1944 году была создана немецкая противолодочная позиция Нарген — Порккала-Удд для блокады действий советских подводных лодок.

### Сепаратные переговоры и обстановка на фронтах
12 марта 1943 года посол США в СССР передал советскому правительству предложение США о заключении сепаратного мира между СССР и Финляндией при посредничестве США. Это предложение было прямым нарушением англо-советского договора от 26 мая 1942 года, который предусматривал, что страны-союзники не могут вести переговоры о заключении сепаратного мира с Германией и её союзниками иначе, как по взаимному соглашению. Правительство СССР отклонило предложение правительства США и поставило правительство Великобритании в известность об этой инициативе США.
Поражение немецких войск на Курской дуге усилило беспокойство в правящих кругах Финляндии. 20 августа 1943 года 20 финских общественных и политических деятелей подписали и отправили президенту Финляндии Р. Рюти меморандум, в котором настаивали на выходе Финляндии из войны.
Летом 1943 года через финское посольство в Лиссабоне начались переговоры Финляндии и США о возможности выхода Финляндии из войны.
В 1944 году на основе опыта, полученного при строительстве оборонительной линии «VT», началось строительство оборонительной линии «VKT».
14 января 1944 года началась Ленинградско-Новгородская стратегическая наступательная операция советских войск.
8 февраля 1944 года на территории Финляндии из эстонцев был сформирован 200-й пехотный полк финской армии (Jalkaväkirykmentti 200), который участвовал в боевых действиях против СССР в Карелии и после 1 августа 1944 года был переправлен в Эстонию.
Уже в середине февраля 1944 года, когда советские войска нанесли серьёзное поражение немецкой группе армий «Север», правящие круги Финляндии задумались о изменении политического курса в связи с перспективой поражения Германии, но при этом всё ещё надеялись дождаться благоприятной обстановки для выхода из войны.
16 марта 1944 президент США Франклин Делано Рузвельт призвал Финляндию к выходу из войны и разрыву отношений с Германией, однако финны проигнорировали это заявление. В конечном итоге, в ходе Второй мировой войны США не объявляли войну Финляндии.
9 июня 1944 года РККА начала Выборгско-Петрозаводскую наступательную операцию против финских войск.
21 июня 1944 года войска Карельского фронта начали Свирско-Петрозаводскую наступательную операцию, имея целью разгромить группировку финских войск между Онежским и Ладожским озёрами и освободить южную Карелию.
25 июня 1944 года на Карельском перешейке началось сражение при Тали-Ихантала, которое продолжалось до 9 июля 1944 года
26 июня 1944 года президент Финляндии Ристо Рюти и министр иностранных дел Германии Риббентроп подписали «соглашение Риббентропа — Рюти», согласно которому гарантировалось, что Финляндия не будет вести мирные переговоры с СССР до тех пор, пока Рюти занимал должность президента (при этом во время войны выборы в Финляндии не могли быть проведены), в обмен на поставки финнам оружия.
Действия советских войск привели к освобождению Карелии от оккупантов и спешному отступлению финнов на довоенные позиции: довольно быстро советские войска вышли к государственной границе 1940 года.
Утром 21 июля 1944 года части 32-й армии вышли на линию довоенной границы СССР.
В августе 1944 года в соответствии с соглашением между Берлином и Берном на лечение в Швейцарию вместе 450 немецкими солдатами и офицерами была отправлена группа военнослужащих-финнов.
4 августа 1944 года президент Финляндии Р. Рюти подал в отставку, его должность занял маршал Карл Густав Эмиль Маннергейм.
25 августа 1944 года СССР получил от правительства Финляндии официальную просьбу о перемирии.
4 сентября 1944 года было подписано соглашение между Хельсинки и Москвой о прекращении огня. К моменту выхода Финляндии из войны против СССР на территории Финляндии находилась немецкая 20-я горная армия общей численностью около 200 тыс. человек, действия которой поддерживали с воздуха самолёты 5-го воздушного флота люфтваффе (базировавшиеся в северной Норвегии).
19 сентября 1944 года в Москве между Финляндией, СССР и Великобританией было подписано Московское перемирие, в соответствии с которым Финляндия выходила из войны и принимала на себя обязательства начать боевые действия против немецких войск на своей территории, выпустить из тюрем арестованных антифашистов, разрешить деятельность коммунистической партии Финляндии, распустить шюцкор и фашистские организации (в частности, «Патриотическое народное движение» и «Национал-социалистическую рабочую организацию»).

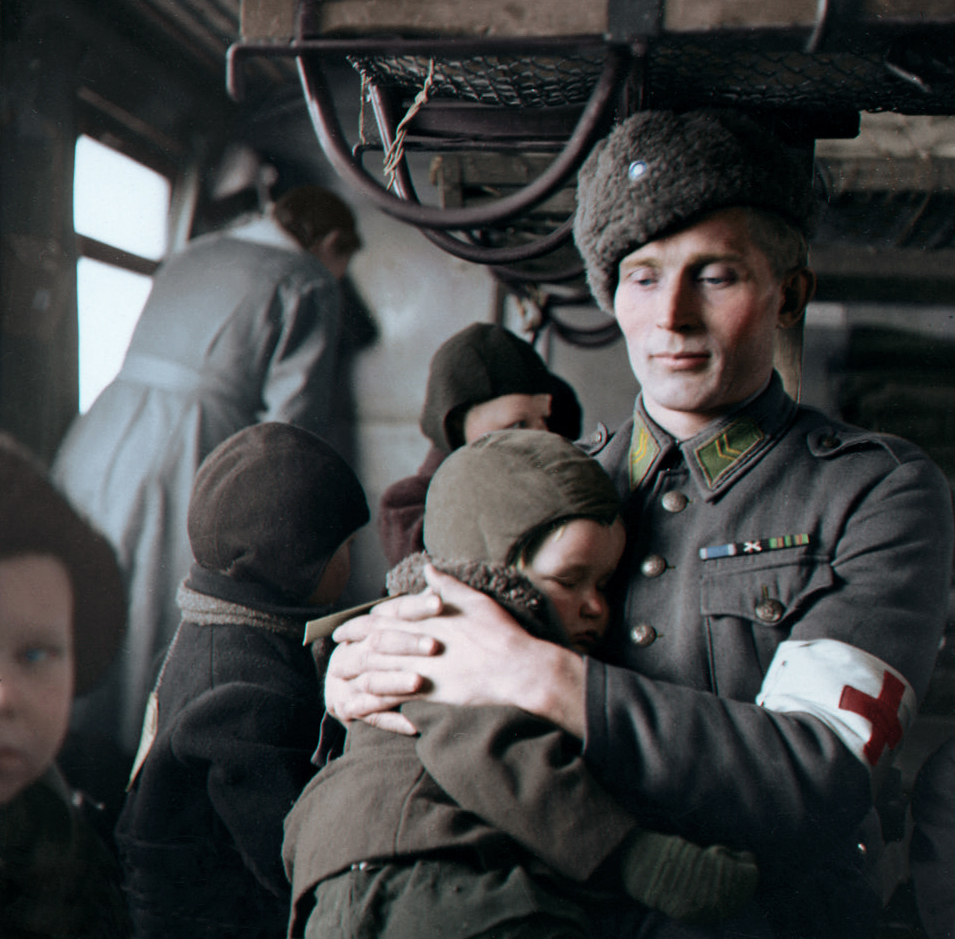
Финский военный медик с ребёнком на руках, март 1944 г.

Безвозвратные потери Финляндии в войне против СССР в период после 22 июня 1941 года составили 84 337 человек — в том числе 82 тыс. военнослужащих убитыми, умершими от ран и болезней и пропавшими без вести, а также 2377 пленными (из которых 403 умерло в плену, а остальные 1974 вернулись в Финляндию после 9 мая 1945 года).
По другим данным, потери Финляндии в период 1941—1944, когда Финляндия являлась союзником Третьего рейха, составляют 82 тыс. военнослужащих убитыми, 50 тыс. военнослужащих ранеными и около 2 тыс. погибших гражданских лиц.
В состав Антигитлеровской коалиции Финляндия не вступила, однако начала боевые действия против Германии, которые получили в историографии название Лапландской войны.

### После Московского перемирия
После подписания Московского перемирия немецкая противолодочная позиция Нарген — Порккала-Удд использовалась Балтийским флотом для защиты восточной части Финского залива от немецких подводных лодок. После этого основную опасность для советских конвоев в Балтийском море к востоку от линии Хельсинки — Таллин представляли морские мины. В соответствии с договором, военно-морские силы Финляндии начали очистку своих территориальных вод от морских мин. 4 ноября 1944 года, после расчистки от мин шхерного фарватера, началось движение транспортов с грузами из Швеции в Ленинград. Только в период с начала ноября 1944 года до февраля 1945 года из Швеции и Финляндии в Ленинград прошло свыше 160 транспортов с грузами, и только одно судно было потеряно (финский транспорт с грузом бумаги подорвался на мине).
Финляндия также оказала СССР помощь, выдав до конца 1944 года большинство выживших в финском плену советских военнослужащих. По данным на 31 октября 1944 года Из Финляндии в СССР было репатриировано 29990 советских военнопленных, по данным на 30 декабря того же года количество репатриированных советских военнопленных из Финляндии составило уже 42334 человека. Всего в финском плену оказались 64188 советских военнослужащих, из которых 19016 человек умерли в плену. Таким образом, численность выживших советских военнопленных составила 45172 человека. За вычетом репатриированных до 30 декабря 1944 года 42334 военнопленных, в финском плену нерепатриированными на 30 декабря 1944 года оставались всего 2838 советских военнослужащих.
Также из Финляндии по состоянию на 30 декабря 1944 года было репатриировано в СССР 31420 гражданских лиц. Большинство из них составляли репатриированные финны-ингерманландцы.

### Лапландская война

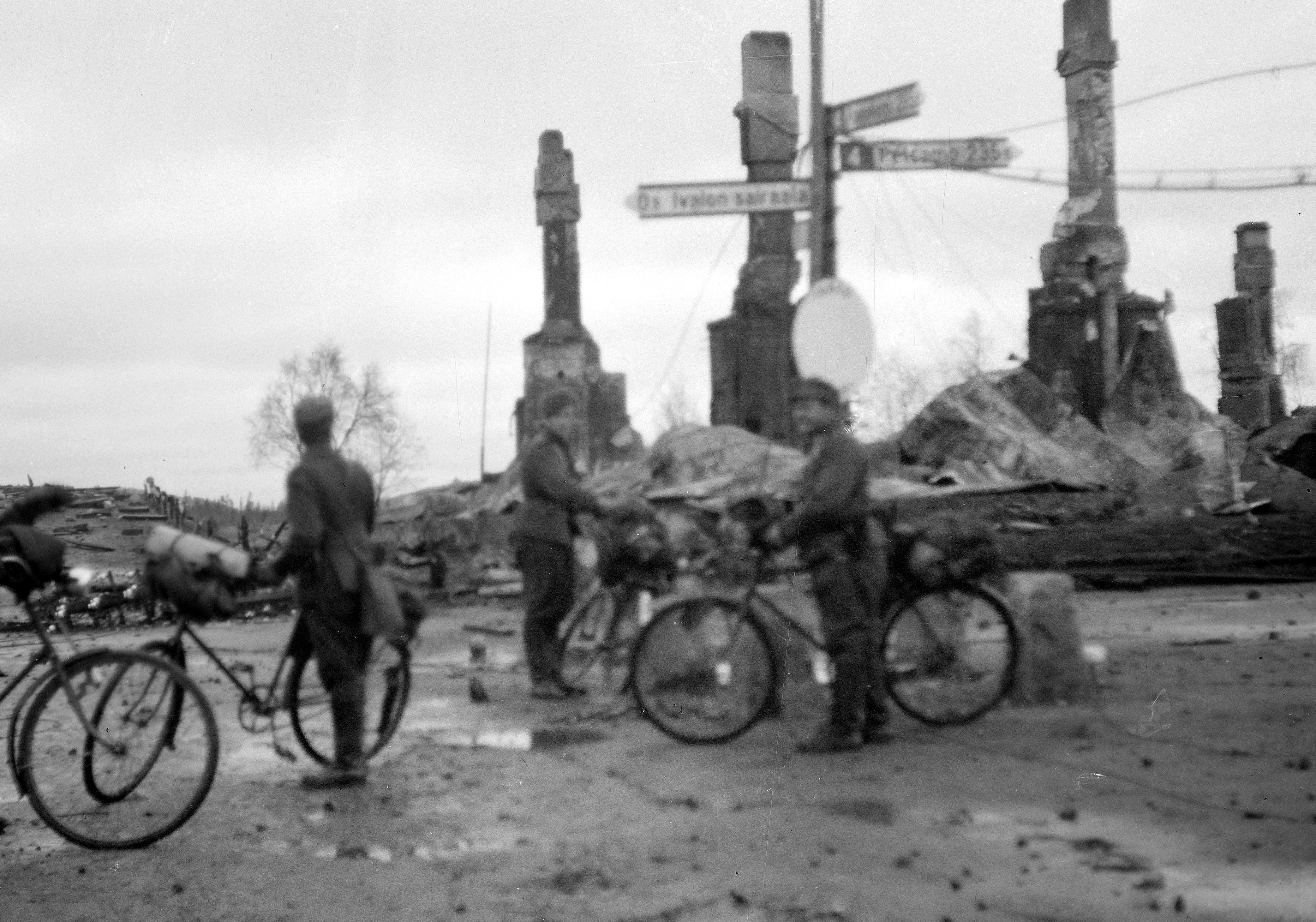
Финская деревня Ивало, сожжённая немцами во время Лапландской войны

Лапландская война шла преимущественно на севере Финляндии, где располагались отступившие немецкие части. Недалеко от Петсамо располагались стратегически важные запасы никеля, которые пытались взять под свой контроль немцы. Изначально боевые действия ограничивались перестрелками, поскольку немцы просто не верили в тот факт, что Финляндия прекратила войну с СССР, и продолжали верить, что ведут вместе с финнами борьбу против общего врага. Фактически финны позволяли немцам беспрепятственно отступать в Норвегию.
Однако СССР расценил подобную пассивность Финляндии как пособничество немцам и в категоричной форме потребовал от финнов выбить немцев из страны. После долгой серии стычек немцы всё-таки вынуждены были оставить Финляндию. В дни войны немцы запомнились преимущественно мародёрством и разграблением деревень: более 100 тысяч человек остались без крыши над головой.
В марте 1945 года правительство Финляндии объявило войну Германии.
В ходе боевых действий против немецких войск в 1944—1945 гг. потери немецких войск составили около 1 тыс. военнослужащих убитыми, около 2 тыс. ранеными и около 1300 пленными. Общие потери вооружённых сил Финляндии составили 774 военнослужащих убитыми, 262 пропавшими без вести и 2904 ранеными. В конце апреля 1945 года немцы ушли из Финляндии в Норвегию, где вскоре и капитулировали.

## Внутренняя политика Финляндии во Второй мировой войне
Уже зимой 1941—1942 года продовольственное положение в Финляндии ухудшилось. В связи с мобилизацией рабочих в вооружённые силы и военную промышленность количество занятых на лесоразработках уменьшилось с 200 тыс. в 1939 году до 60 тыс. в 1942 году.
К моменту выхода из войны против СССР в 1944 году Финляндия испытывала серьёзные трудности в экономике. По сравнению с довоенными показателями 1938—1939 года, национальный доход составлял 78 % от довоенного, объём промышленной продукции сократился на 17 %, строительства — на 47 %, сельского хозяйства — на 34 %, покупательная способность финской марки в 1945 году составляла 35 % от довоенной.
В дальнейшем, в ходе Лапландской войны экономике Финляндии был нанесён дополнительный урон.
Потери торгового флота на морских минах и жертвы среди населения в результате взрывов мин, неразорвавшихся боеприпасов и иных взрывоопасных предметов имели место и после окончания войны. До 1950 года финским войскам пришлось разминировать всё своё побережье, особенно в Финском заливе.

### Положение гражданского населения Карело-Финской ССР и военнопленных

Фотография концлагеря (т. н. «переселенческого» лагеря), располагавшегося в Петрозаводске в районе Перевалочной биржи на Олонецкой улице.

Первый переселенческий лагерь (в советской историографии называемый «концентрационным») для советских граждан славянского происхождения, в том числе женщин и детей, был создан 24 октября 1941 года в Петрозаводске. В концентрационные лагеря направлялось «неродственное» (в основном этническое русское) население. Основной целью создания финских концлагерей было предотвращение сотрудничества местного населения с советскими партизанами и эксплуатация заключённых в качестве дешевой рабочей силы.
В лагерях использовался труд детей в возрасте от 15 лет, в 1941—1942 годах работа заключённых лагерей не оплачивалась.

…Население этих территорий нужно очистить от чужих элементов, чтобы тех, кто останется, можно было легко причислять к финнам.— Мартти Хаавио
Из 85 тысяч советских граждан, остававшихся в 1941—1944 годы на оккупированной территории Карелии, свыше 20 тысяч жителей были заключены в концентрационные, переселенческие и трудовые лагеря, 7 тысяч из них погибли.
Советские военнопленные содержались в 49 концентрационных лагерях на территории Финляндии, на оккупированной территории Карело-Финской ССР и на оккупированной территории Ленинградской области РСФСР в тяжёлых и антисанитарных условиях, они привлекались к принудительному труду.
По российским данным, из 63 641 советского военнопленного 42 503 погибли в финском плену в результате расстрелов, от болезней, истощения и холода, ещё 2136 были переданы немцам, ещё 1037 бежали из мест заключения, при транспортировке или с места работы, ещё 1679 оказались в числе без вести пропавших (они не были переданы финской стороной СССР после выхода Финляндии из войны и по состоянию на 2014 год их судьба не установлена).
По финским данным, из около 64 000 советских военнопленных погибли от 18 318 до 19 085 человек. В основном умирали от недоедания, вызванного неурожаем 1942 года, и от болезней. В указанное число входят и 1019 расстрелянных «за нарушение дисциплины». После войны Верховный суд Финляндии осудил за незаконный расстрел пленных 213 человек.

### Отношение к евреям
Несмотря на старания финских правых партий, в Финляндии не велось преследование евреев-граждан Финляндии.
В финской армии действовали полевые синагоги, что было уникальным фактом в истории Второй мировой войны: ни в одной другой армии стран-участниц не было полевых синагог.
На законных основаниях в сухопутных войсках, на флоте и в авиации Финляндии несли службу солдаты еврейского происхождения, участвуя в боях. В 1941—1944 годы в финской армии на стороне Третьего рейха против СССР воевало около 300 евреев, двое (майор Лео Скурник и капитан Соломон Класс) были награждены Железным крестом, но отказались от награждения. Кроме того, к награждению Железным крестом была представлена член добровольческой организации «Лота Свард» Дина Полякоф, но она также отказалась от немецкой награды.

## Послевоенные события
Летом 1945 года, на Потсдамской конференции Великобритания и США отказались от всех претензий и прав на взыскание репараций с Финляндии.
11 сентября 1945 года финский сейм принял закон о привлечении к ответственности виновников войны, в соответствии с которым в 1946 году были осуждены Р. Рюти, В. Таннер и др..
10 февраля 1947 года Финляндия подписала Парижский мирный договор. Как страна-союзник гитлеровской Германии, участвовавшая в войне против СССР, Великобритании и других стран антигитлеровской коалиции, Финляндия выплачивала крупные репарации, отказывалась от претензий на уступленные после Советско-финской войны территории, уступала острова в Финском заливе и возвращала СССР территорию Петсамо (Печенга), отторгнутую Финляндией у России в ходе первой советско-финской войны и официально включённую в состав Финляндии в 1920 году по Тартускому мирному договору. Дополнительные условия мира подразумевали, что Финляндия после войны обязуется запретить все профашистские и пронацистские партии, а также снять запрет с деятельности коммунистических партий. По итогам переговоров СССР отказался от претензий на полуостров Ханко, где располагалась военная база, и арендовал военную базу в районе Порккала. К 1952 году Финляндия выплатила все репарации, а через четыре года СССР вернул финнам Порккалу.
В послевоенные годы Финляндия сумела занять стойкую позицию нейтралитета, сохранив демократический строй и рыночную экономику, но при этом став одним из важнейших стратегических партнёров СССР. Основой внешней политики в отношении СССР стал заключённый 6 апреля 1948 года Договор о дружбе, сотрудничестве и взаимной помощи между СССР и Финляндией.

### Значение участия Финляндии
Финляндия в годы войны проявила удивительную гибкость: несмотря на то, что это было единственное де-юре демократическое государство, которое вело войну одновременно и с демократическими странами Запада на стороне стран «оси», и c СССР, нанеся ему значительный ущерб, финнам удалось выйти из войны с относительно небольшими потерями. Ещё более удивительными выглядят те обстоятельства, что советские войска не вступали на территорию Финляндии, а город Хельсинки наряду с Москвой, Стокгольмом, Берном, Мадридом, Лиссабоном, Лондоном, Дублином и Рейкьявиком вошёл в число немногих европейских столиц, которые не были оккупированы в годы войны.

## Потери Финляндии в войне
На советско-германском фронте (июнь 1941 — август 1944) финская армия потеряла 208 634 человека, из них безвозвратные потери — 84 377 человек, санитарные — 124 259 человек. Из числа безвозвратных потерь погибло и умерло — 82 000 человек, попало в плен 2 377 человек. Умерло в советском плену 403 финских военнопленных.
Кроме того, 1407 финских добровольцев служили в германских войсках СС (Финский добровольческий батальон войск СС), из их числа 255 человек погибли в боях против РККА, 686 получили ранения и 14 попали в плен.
В ходе Лапландской войны в боях с немецкими войсками с 1 октября 1944 года по 31 мая 1945 года погибли и умерли от ран 774 финских солдата, пропали без вести 224 и попали в плен 38 военнослужащих, около 3 000 солдат и офицеров получили ранения.
Потери мирного населения были невелики относительно других стран, участвовавших в войне, и составили около 900 человек погибшими и 2700 ранеными в ходе бомбардировок советской авиацией, а также по финским данным 190 человек погибли в столкновениях с советскими партизанами в Северной Финляндии. Были также потери среди моряков торгового флота Финляндии, но соответствующие данные обнаружить не удалось.